# Pozezdrze
Pozezdrze (Duits: Possessern; 1938-1945: Großgarten) is een dorp in het Poolse woiwodschap Ermland-Mazurië, in het district Węgorzewski. De plaats maakt deel uit van de gelijknamige gemeente en telde 1.210 inwoners in 2011.

## Sport en recreatie
Door deze plaats loopt de Europese wandelroute E11. De E11 loopt van Den Haag naar het oosten, naar de grens Polen/Litouwen. Ter plaatse komt de route van het noordwesten van Ogonki en vervolgt in noordoostelijke richting naar Przytuły.